# Ки Сентер (Вашингтон)
Ки Сентер (енгл. Key Center) насељено је место без административног статуса у америчкој савезној држави Вашингтон.

## Демографија
По попису из 2010. године број становника је 3.692.
| Група             | 2000.    | 2010.         |
| Белци             | 0 (0,0%) | 3.246 (87,9%) |
| Афроамериканци    | 0 (0,0%) | 23 (0,6%)     |
| Азијати           | 0 (0,0%) | 58 (1,6%)     |
| Хиспаноамериканци | 0 (0,0%) | 166 (4,5%)    |
| Укупно            | 0        | 3.692         |